# Callimetopus acerdentibus
Callimetopus acerdentibus es una especie de escarabajo longicornio del género Callimetopus,  subfamilia Lamiinae. Fue descrita científicamente por Dela Cruz & Adorada en 2012.
Se distribuye por Filipinas. Mide 18,5-23 milímetros de longitud.